# Studentteatern
Studentteatern är en svenskspråkig amatörteater som drivs av unga vuxna i Helsingfors. 
Studentteatern leder sitt ursprung från Fredagssällskapets dramatiska cirkel, som bildades 1937 och följande år uppförde ett litterärt program i form av Runar Schildts Lyckoriddaren, omsorgsfullt inövad av cirkelns ordförande Eric Olsoni. Efter att teatern grundats 1939 togs kontakt med Vivica Bandler och man repeterade den franska komedin Lyckliga dagar hemma hos henne i matsalen på Villagatan. Sedan kom kriget emellan och man fick inte spela teater i huvudstaden. Medlemmarna beslöt sig för att sätta upp Charleys tant vid fronten istället, fortfarande med Bandler som regissör. Verksamheten låg nere under krigs- och krisåren på 1940-talet. Den återupptogs 1949, men längre avbrott har förekommit även därefter. 
Någon politisk opinionsbildare i stil med Ylioppilasteatteri har Studentteatern egentligen aldrig blivit. Studentteatern har spelat en roll framför allt som fostrare av unga skådespelarförmågor och många är de skådespelare, regissörer och författare som har inlett sin bana där. Bland andra Lars G. Thelestam, Tove Appelgren, Henrika Andersson och Milja Sarkola har på ett eller annat sätt varit aktiva. I början av 2000-talet tog en yngre generation vid. En ny improvisationsgrupp med skådespelaren Johanna af Schultén som ledare grundades, nya regissörer som Linda Rajalin och Jan Korander trädde till och samarbete med Teater Viirus på Råholmen kunde etableras, åtminstone tillfälligt. 
År 2006 nominerades Studentteatern till Hangö teaterträffs konstnärliga pris Antonia-priset för sin uppsättning av Sarah Kanes pjäs Psykos 4.48 (regi Maria Lundström). I oktober 2008 visades Studentteaterns kortfilm Reflex (regi Marc Svahnström) i programmet Råfilm på FST5. Studentteaterns föreställning Katastrofer och Strofer med Stella Parlands och Annika Sandelins texter i regi av Niklas Groundstroem sändes också i Radioteatern på Yle.